# 三博士来朝 (达芬奇)
三博士来朝（義大利語：Adorazione dei Magi）是意大利画家达芬奇的油画，创作于1481年，画面显示《圣经》中东方三博士朝拜耶稣基督的故事。自1670年起，该画藏于意大利佛罗伦萨的乌菲兹美术馆。但是最近的研究显示，这幅画作并非达芬奇作品的原貌，而是在达芬奇草图的基础上，由另一个不知名的画家完成的。

## 最新研究成果
由于年代久远等原因，这幅画已经模糊不清。乌菲兹美术馆决定对其进行修复，但却引来了争议，因为许多艺术品保护组织历来不认同这种行为，他们认为这么做无异于破坏原作。于是乌菲兹美术馆请来了一位在艺术界曾经饱受争议的“科学艺术家”毛里齐奥·塞拉奇尼来对此画作进行科学测试，看看修复可能产生的风险是什么，然后再做最终决定，以应对艺术品保护组织的质疑。结果莫瑞希奥·塞拉西尼却在测试修复风险的过程中发现了这幅画并不是达芬奇本人完成的。
他发现《三博士来朝》背部画板的木头已经腐烂，有被水浸泡的痕迹，并且还有严重的虫蛀。从史料中了解到，1481年佛罗伦萨的一个教堂委托当时只有28岁的达芬奇画一幅悬挂在教堂圣坛上方的油画，内容是三位智者朝觐耶稣，但是不到一年，达芬奇却不知什么原因放弃了这次绘画，《三博士来朝》只完成了一小部分，达芬奇随后移居到米兰生活了18年。就在达芬奇离开佛罗伦萨的那一年，《三博士来朝》却不见了，真到1621年才又突然出现，成为美第奇家族的收藏品。1482年至1621年是这副名作的存档记录缺失期。塞拉西尼用紫外线和红外线以特定的波长检测这副画不同物质层的细节，发现颜料涂抹的很粗糙，手法拙劣。于是塞拉西尼开始怀疑这幅画并非出自达芬奇之手。在获准取得了样本并在显微镜下研究之后，他断定《三博士来朝》是其他人在达芬奇的草图之上冒名完成的。塞拉西尼用红外摄像机发现了掩盖在颜料之下的达芬奇的草稿真迹，并请来了一位研究文艺复兴时期宗教画的艺术史学家蒂莫西·弗登对底稿进行鉴定，被证实确为达芬奇的手笔。 底稿与肉眼可见的《三博士来朝》有很大的不同，比如画面右上方的两匹马在厮打，但在底稿上却清晰的看到马上的骑士，而且在底稿上还发现了达芬奇29岁时的素描自画像等许多以前不为人知的内容。
由于底稿上所呈现的画作风格与经典的宗教画截然不同，塞拉西尼由此推断当年达芬奇之所以只画了不到一年就放弃了绘画，就是因为教堂的教士们无法接受这种在表现庆贺耶稣降生的神圣画作中加入丑陋的人物和战斗的场景，他们认为这是大逆不道的，于是达芬奇就放弃了这幅画，随后这幅画被丢到了一个漏水的仓库里。许多年之后由于达芬奇已经是被公众所承认的大师，这幅画又被拿了出来，经过一番拙劣的修整之后，便以达芬奇名画的名义重新现世了，而达芬奇的画这幅画的原意就也此被掩盖。乌菲兹美术馆也因此决定举办一次达芬奇重要画作的巡展，并准备向外界介绍这个新发现。

## 同名作品
- 三博士来朝 (波提切利)
- 三博士来朝 (利皮)